# Acanthocyclops columbiensis
Acanthocyclops columbiensis is een eenoogkreeftjessoort uit de familie van de Cyclopidae. De wetenschappelijke naam van de soort is voor het eerst geldig gepubliceerd in 1990 door Reid.